# Sopubia
Sopubia är ett släkte av snyltrotsväxter. Sopubia ingår i familjen snyltrotsväxter.

## Bildgalleri

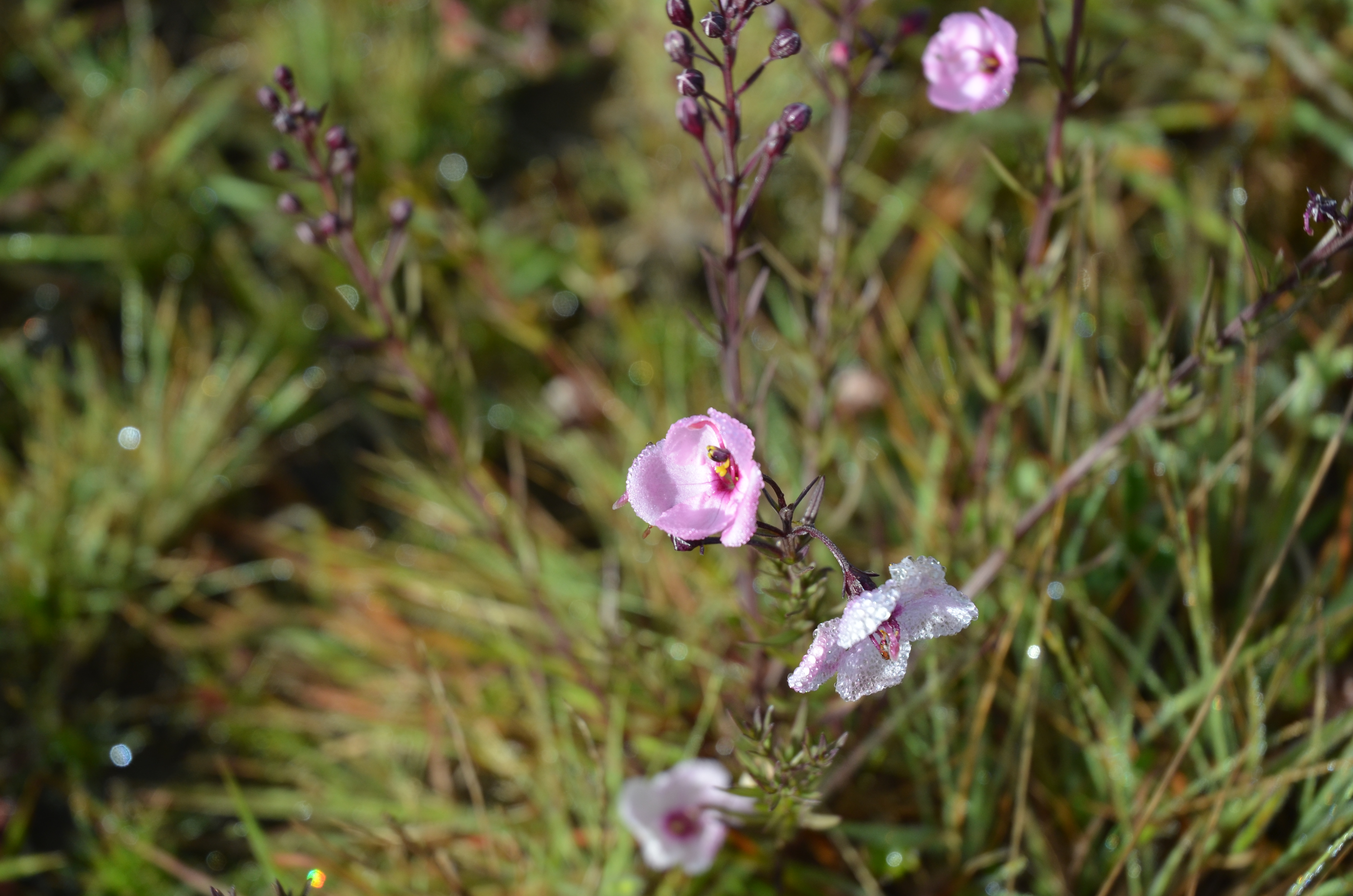
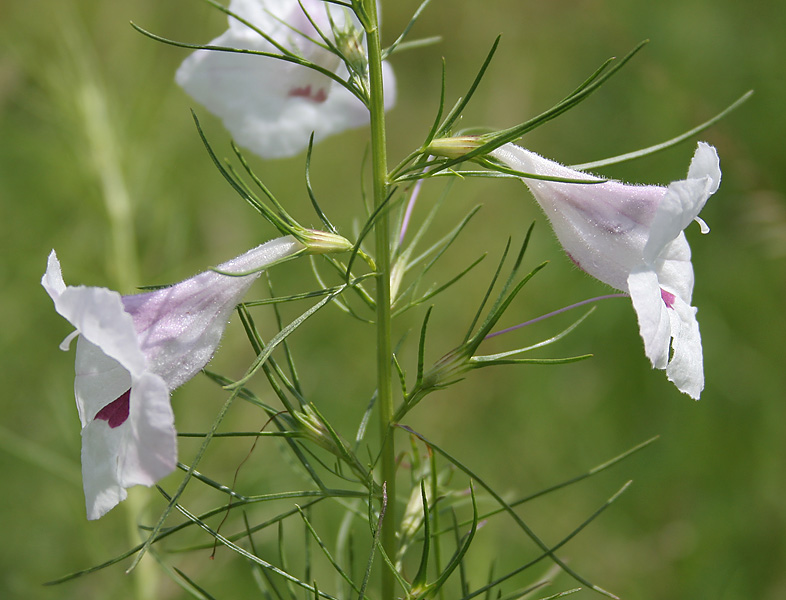
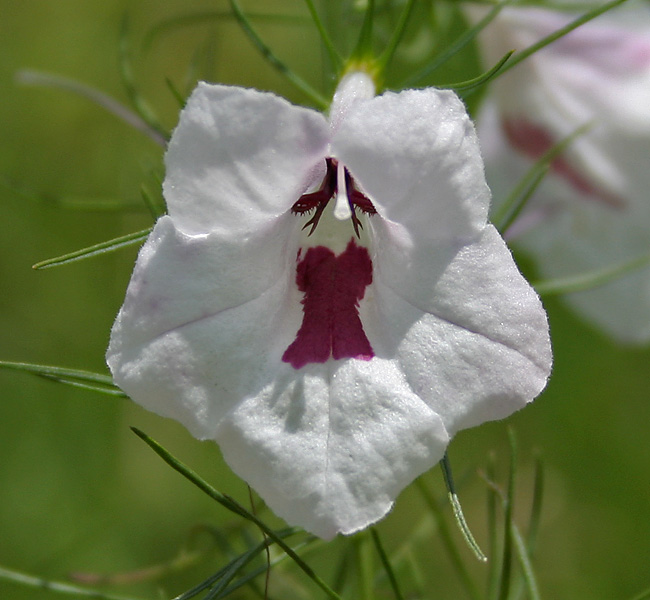
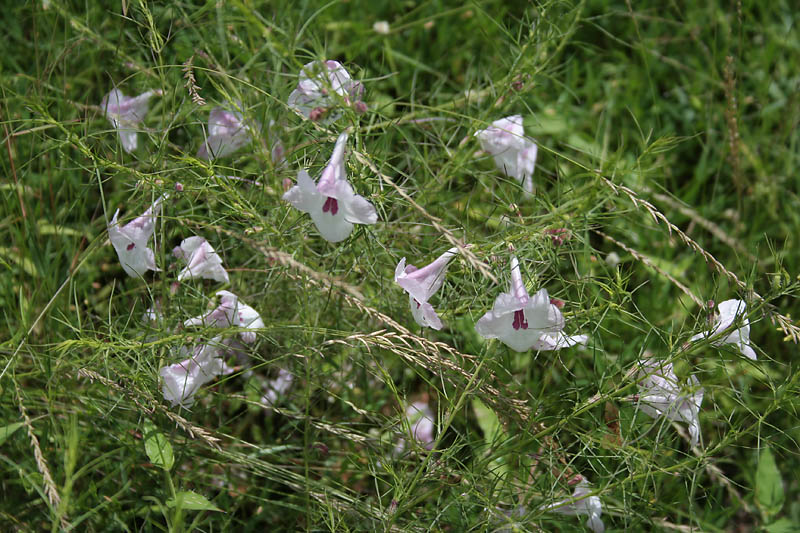
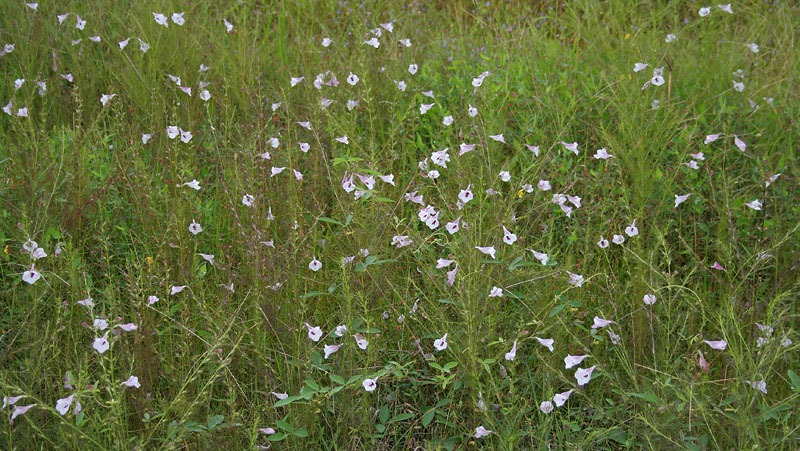
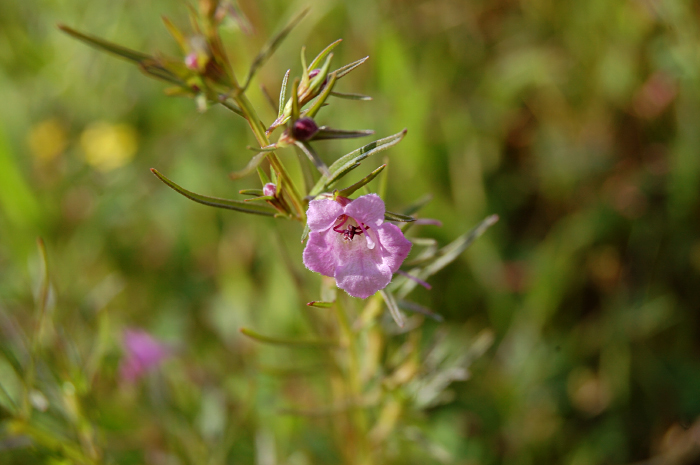

## Dottertaxa tillSopubia, i alfabetisk ordning[1]
- Sopubia aemula
- Sopubia angolensis
- Sopubia argentea
- Sopubia buchneri
- Sopubia cana
- Sopubia comosa
- Sopubia conferta
- Sopubia duvigneaudiana
- Sopubia elatior
- Sopubia eminii
- Sopubia gracilis
- Sopubia graminicola
- Sopubia kacondensis
- Sopubia karaguensis
- Sopubia lanata
- Sopubia lasiocarpa
- Sopubia latifolia
- Sopubia lejolyana
- Sopubia lemuriana
- Sopubia mannii
- Sopubia matsumurae
- Sopubia menglianensis
- Sopubia myomboensis
- Sopubia neptunii
- Sopubia parviflora
- Sopubia patris
- Sopubia ramosa
- Sopubia simplex
- Sopubia stricta
- Sopubia trifida
- Sopubia ugandensis